# Contamina
Contamina – gmina w Hiszpanii, w prowincji Saragossa, w Aragonii, o powierzchni 14,02 km². W 2011 roku gmina liczyła 39 mieszkańców.